# روفوس بوتنام
روفوس بوتنام (بالإنجليزية: Rufus Putnam)‏ هو قاضي وضابط أمريكي، ولد في 9 أبريل 1738 في Sutton, Massachusetts ‏ في الولايات المتحدة، وتوفي في 4 مايو 1824 في مارييتا في الولايات المتحدة.

## وصلات خارجية
- روفوس بوتنام على موقع الموسوعة البريطانية (الإنجليزية)
- روفوس بوتنام على موقع إن إن دي بي (الإنجليزية)